# 宮下章
宮下 章（みやした あきら、1922年 - 2002年）は、食文化研究者。
長野県伊那谷生まれ。旧制大倉高等商業学校（現・東京経済大学）卒業。長年にわたり和紙、凍豆腐、海藻、鰹節、海苔などの研究をつづけ、全国を調査旅行。晩年は食物文化史の研究に専念。文学的な表現で書かれた著書の数々が有名。古文書や海外の類似する伝統食にも着目した内容となっている。

## 著書
- 『凍豆腐の歴史』全国凍豆腐工業協同組合連合会 1962
- 『海苔の歴史』（全国海苔問屋協同組合連合会）1970、海路書院 2004
- 『海藻 ものと人間の文化史』（法政大学出版局）1974
- 『御湯花講由来 諏訪海苔商団二百年史』御湯花講 1978
- 『海苔の風俗史』食の風俗民俗名著集成 東京書房社 1985
- 『鰹節 ものと人間の文化史』（法政大学出版局）2000
- 『海苔 ものと人間の文化史』法政大学出版局、2003
- 『海苔商二百年 山形屋海苔店社内史』（山形屋海苔店）

## 関連人物
- 宮下和夫 - 息子。北海道大学水産学部教授。